# Millennium Fighting Arts INOKI BOM-BA-YE
Millennium Fighting Arts INOKI BOM-BA-YE（ミレニアム・ファイティング・アーツ イノキ・ボンバイエ）
は、日本のプロレス・格闘技のイベント「INOKI BOM-BA-YE」の第一回興行の名称。2000年12月31日、大阪府大阪市の大阪ドームで開催された。

## 概要
2000年（20世紀の最終年）と2001年（21世紀の開始年）という世紀跨ぎを記念する格闘技イベントとして、20世紀を代表するプロレスラーの一人であり、当時PRIDEのプロデューサーを務めていたアントニオ猪木の名を冠して、プロレスと格闘技の融合を目指して開催された。翌年以降の大会と異なり全試合がプロレスルールで行なわれたが、開催当日まで、ルールについての明確な発表がなく、プロレスのルールでは不成立となる試合があるなど、ルールについては不備な部分が散見された。武藤敬司がスキンヘッドを初披露した興行である（ただし現在のトレードマークであるヒゲは当時生やしていなかった）。またアントニオ猪木による世紀跨ぎのカウントダウンが行われたほか、世紀跨ぎ前にはアントニオ猪木による「108つビンタ」が行われ、世紀跨ぎ後にはアントニオ猪木や出場選手による餅つき、餅撒きが行われるなど、試合にのみ焦点を当てたイベントではなかった。
主催は、毎日放送と大阪ドームと関西系のイベント会社であるステージア。後援にスカイパーフェクTV!とFM802がつき、PRIDEを運営するドリームステージエンターテインメント（以下DSE）がイベントの運営協力を行った。
本興行にも関わっていた石井和義によれば、元々は大阪ドームで予定されていた別のイベントがキャンセルになり、大晦日の予定が空いてしまったことから、ドームから関西テレビ放送プロデューサーの横山順一に相談が行き、格闘技好きだった横山が「全プロレス・格闘技団体が参加する"格闘技祭り"」の企画書を出したことがきっかけだという。その横山から当時DSEの常務だった榊原信行が相談を受け、榊原が猪木を引っ張り出したことでこの興行が実現した。
テレビ中継はスカパーが生中継し、毎日放送などが、後日録画中継を行った。全国ネットでなく、毎日放送（関西地区ローカル）、テレビ朝日（関東地区ローカル）、中部日本放送（東海地区ローカル）がそれぞれ別々に深夜に放送を行った。毎日放送は1月5日深夜に放送され、8.1%の視聴率だった。なお、テレビ朝日でのオンエア内容は新日本プロレス所属選手の試合のみで、毎日放送が収録したものを別途編集したものであった。毎日放送で放送されたものはその後、同社系列のGAORAでも放送された。
大阪ドームでは2000年までジェット風船の使用が禁止されていたが、阪神タイガースの試合を多く挙行するために、同年の野球シーズンオフから使用が解禁された。このイベントで新年（新世紀）カウントダウンに合わせてジェット風船が放たれたので、大阪ドームでのジェット風船使用第1号のイベントということになる。

## 試合結果
第1試合 シングルマッチ
○ 藤原喜明 vs ジャスティン・マッコリー ×
10:10 腹固め
第2試合 タッグマッチ
○ ザ・グレート・サスケ&松井大二郎 vs 小路晃&宇野薫 ×
20:00 ラ・マヒストラル（サスケ-宇野）
第3試合 タッグマッチ
○ バス・ルッテン&アレクサンダー大塚 vs リコ・ロドリゲス&佐野なおき ×
14:43 羽根折り首固め（ルッテン-佐野）
第4試合 シングルマッチ
○ 橋本真也 vs ゲーリー・グッドリッジ ×
9:04 逆エビ固め
第5試合 シングルマッチ
○ 小川直也 vs 安田忠夫 ×
1:38 レフェリーストップ（スリーパーホールド）
第6試合 タッグマッチ
○ マーク・コールマン&マーク・ケアー vs 飯塚高史&永田裕志 ×
12:29 袈裟固め（コールマン-永田）
第7試合 シングルマッチ
○ 桜庭和志 vs ケンドー・カシン ×
19:17 腕固め
第8試合 タッグマッチ
○ 高田延彦&武藤敬司 vs ケン・シャムロック&ドン・フライ ×
24:14 バックドロップ→体固め
スペシャル・エキシビションマッチ 3分
－ アントニオ猪木 vs ヘンゾ・グレイシー －